# Toys "R" Us
Toys "R" Us, Inc. là thương hiệu bán lẻ đồ chơi, quần áo, video game và các sản phẩm trẻ em của Mỹ. Hãng thành lập vào tháng 4 năm 1948, đặt trụ sở tại Wayne, New Jersey, vùng đô thị New York.
Được Charles Lazarus tái thành lập vào tháng 6 năm 1957, Toys "R" Us tiếp tục dự án kinh doanh đồ trẻ em của ông từ năm 1948. Tính đến năm 2014, hãng đã tồn tại trong thị trường cho trẻ em được hơn 65 năm với hơn 800 cửa hàng ở Mỹ, khoảng 800 cửa hàng khác ở nước ngoài. Toys "R" Us dần mở rộng, từ một cửa hàng thành một chuỗi thương hiệu, cung ứng đồ chơi, thời trang và đồ dùng cho trẻ em.

## Hình ảnh

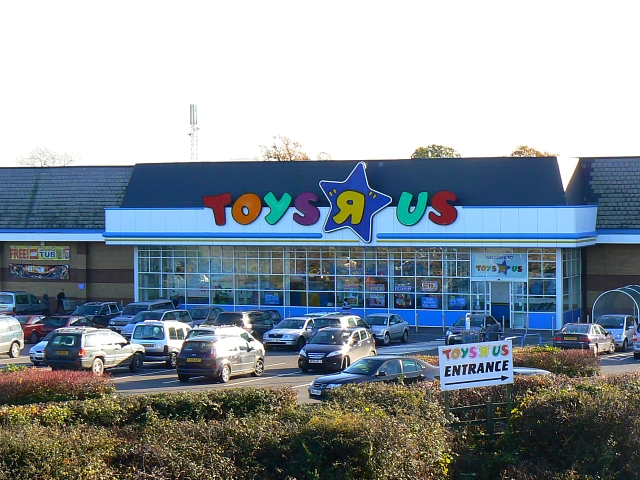
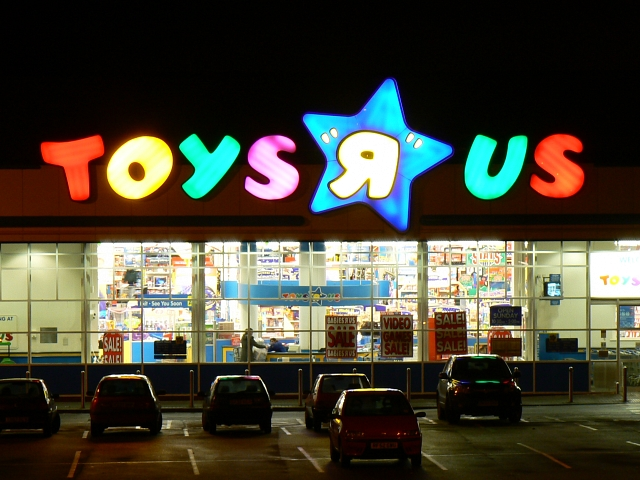
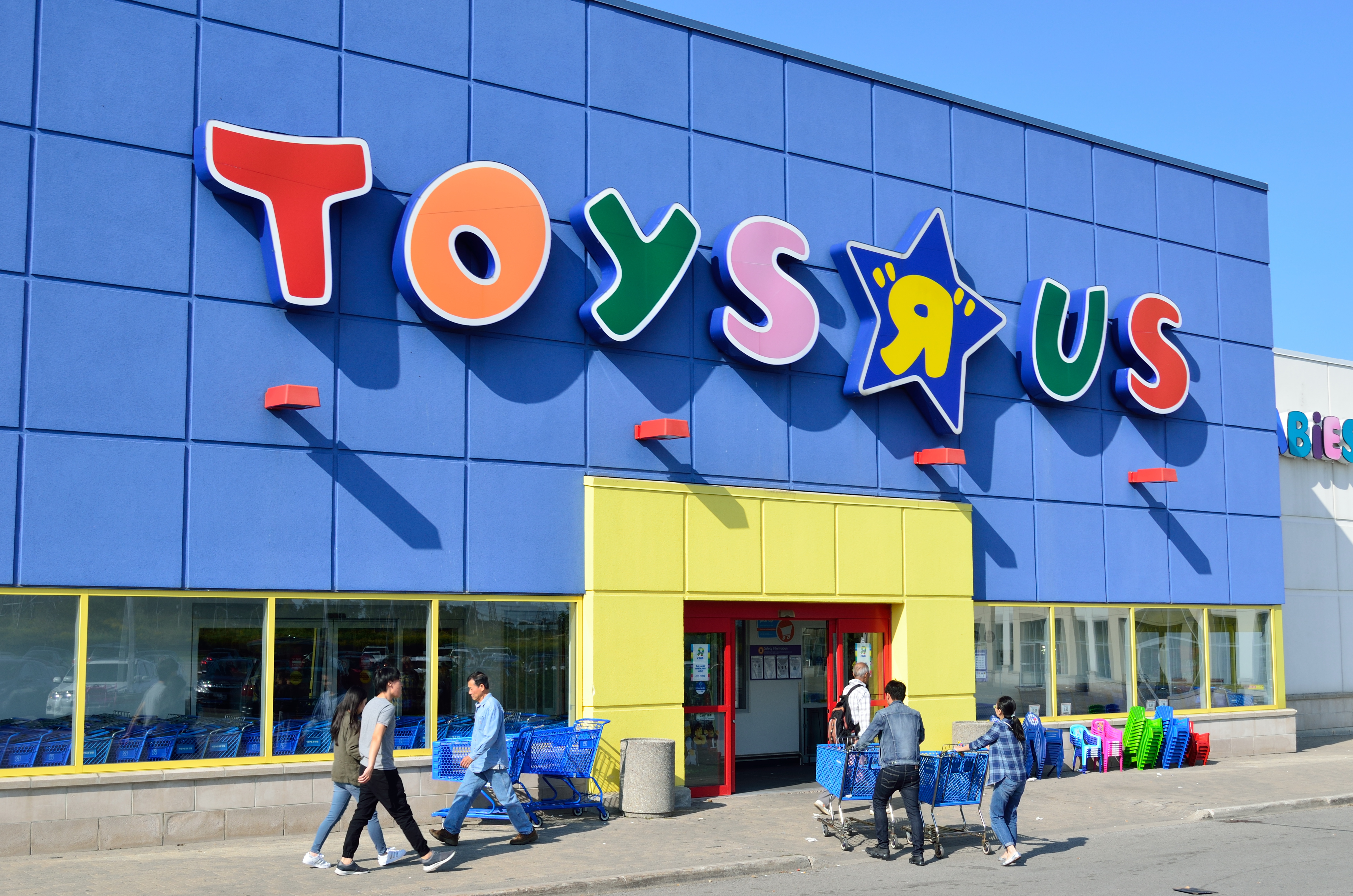
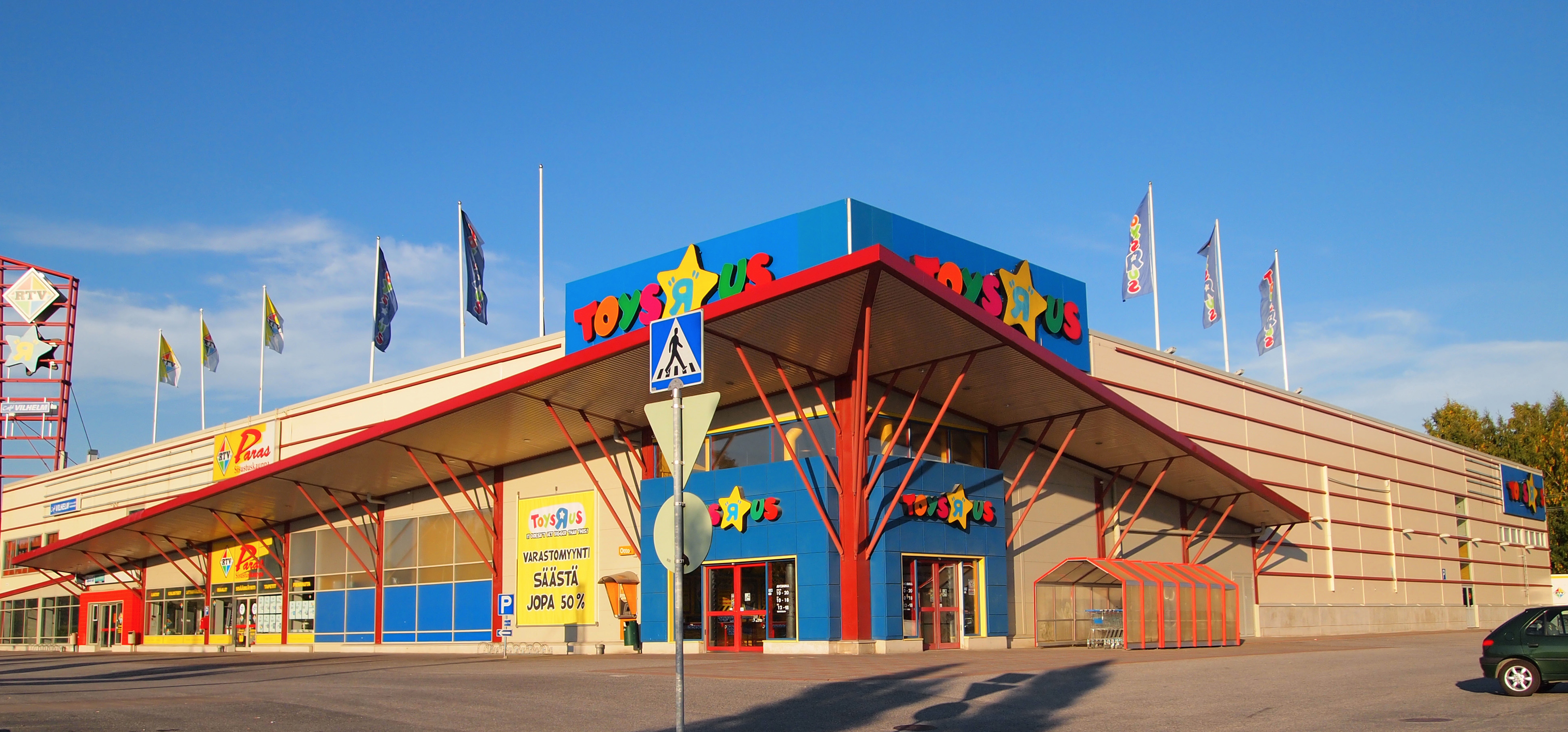